# Robert Flello
Robert Charles Douglas Flello (14 de janeiro de 1966) é um político liberal democrata britânico que foi membro trabalhista do Parlamento (MP) para Stoke-on-Trent South de 2005 a 2017. Ele perdeu seu assento nas eleições gerais de 2017 para o candidato do Partido Conservador Jack Brereton.
Vida pregressa
Flello nasceu em Bournville, Birmingham. Ele frequentou as escolas Bournville Junior e Infant antes de ir para a King's Norton Boys' School. Aos 18 anos ele foi para a Universidade do País de Gales, Bangor, para ler Química. Ele se formou em 1987 com um B.Sc (Hons).
Carreira
Depois de se formar, Flello trabalhou por um curto período na Cadbury em Bournville antes de ingressar na Inland Revenue. Em 1989, ele saiu para se juntar aos contadores da Price Waterhouse como consultor fiscal pessoal. Em 1995 mudou-se para Arthur Andersen. Em 1999, ele co-fundou a Platts Flello Limited, consultoria tributária e financeira. No final de 2003, ele saiu para trabalhar como CEO da Malachi Community Trust até dezembro de 2004.
Flello foi eleito como conselheiro da ala de Longbridge do Conselho Municipal de Birmingham em 2002, deixando o cargo em 2004. Ele é um ex-presidente do Partido Trabalhista do Distrito Constituinte de Birmingham Northfield. Ele serviu como governador no Newman College em Bartley Green, e foi Presidente dos Governadores para crianças e escolas secundárias de Colmers Farm. Ele também foi governador da escola primária The Meadows. Ele serviu como organizador regional do Partido Trabalhista em 2004 até sua eleição para Westminster.
Parlamento
Flello foi eleito para a Câmara dos Comuns nas eleições gerais de 2005 para Stoke-on-Trent South após a aposentadoria de George Stevenson. Flello ocupou a cadeira com uma maioria de 8.681 e fez seu discurso inaugural em 19 de maio de 2005.
No parlamento, foi membro do Comitê Seleto de Ciência e Tecnologia. Enquanto o Partido Trabalhista estava no governo, ele atuou como Secretário Particular Parlamentar primeiro do Lorde Chanceler, Charles Falconer, Barão Falconer de Thoroton, depois da Secretária de Estado para Comunidades e Governo Local, Hazel Blears, e finalmente, depois de 2009, do Secretário de Estado para Defesa, Bob Ainsworth.
Em junho de 2016, ativistas do Partido Trabalhista em Stoke-on-Trent South propuseram uma moção de desconfiança em Flello depois que ele pediu ao líder trabalhista Jeremy Corbyn para "fazer a coisa decente e renunciar". Ele havia apoiado Owen Smith na tentativa fracassada de substituir Jeremy Corbyn nas eleições de liderança trabalhista de 2016.
Em 2019, ele desertou para os Lib Dems e foi selecionado como candidato parlamentar para seu antigo assento. 36 horas após sua seleção, no entanto, os Lib Dems desmarcaram Flello, citando "o quanto seus valores divergem dos nossos".  Acredita-se que eles se opuseram a seus pontos de vista socialmente conservadores sobre aborto e casamento entre pessoas do mesmo sexo.[6]
Visões sociais
Flello é um convertido ao catolicismo e declarou em 2014 "Eu não poderia deixar minha fé na porta da Câmara dos Comuns mais do que meu nome ou meu gênero ou meus braços e pernas". Ele era um membro do Grupo Parlamentar Pró-Vida de Todos os Partidos anti-aborto. Flello também se opõe ao casamento entre pessoas do mesmo sexo e foi um dos poucos parlamentares trabalhistas a votar contra a Lei do Casamento (Casal do Mesmo Sexo) de 2013, citando suas opiniões religiosas.
Em 2007, Flello foi acusado de obstruir o projeto de lei de membros privados de um colega trabalhista. O projeto de lei, apresentado pelo vizinho deputado de Staffordshire, Paul Farrelly, visava dar aos trabalhadores temporários e temporários direitos trabalhistas semelhantes aos funcionários permanentes. Foi apoiado pelo sindicato Unite. O incidente provocou uma resposta irada no Daily Mirror.
Em 2017, Flello culpou o "congestionamento chocante" em Londres pela perda de asfalto da construção de ciclovias, que recebeu uma resposta crítica da instituição de caridade para bicicletas London Cycling Campaign e do site de ciclismo road.cc, ambos apontando que o asfalto foi reaproveitado para outra forma de transporte e que o aumento do número de viagens no centro de Londres era o que estava causando congestionamento, não as ciclovias segregadas que estão em menos de 1% das estradas de Londres. 